# KZ-Außenkommando Lochau

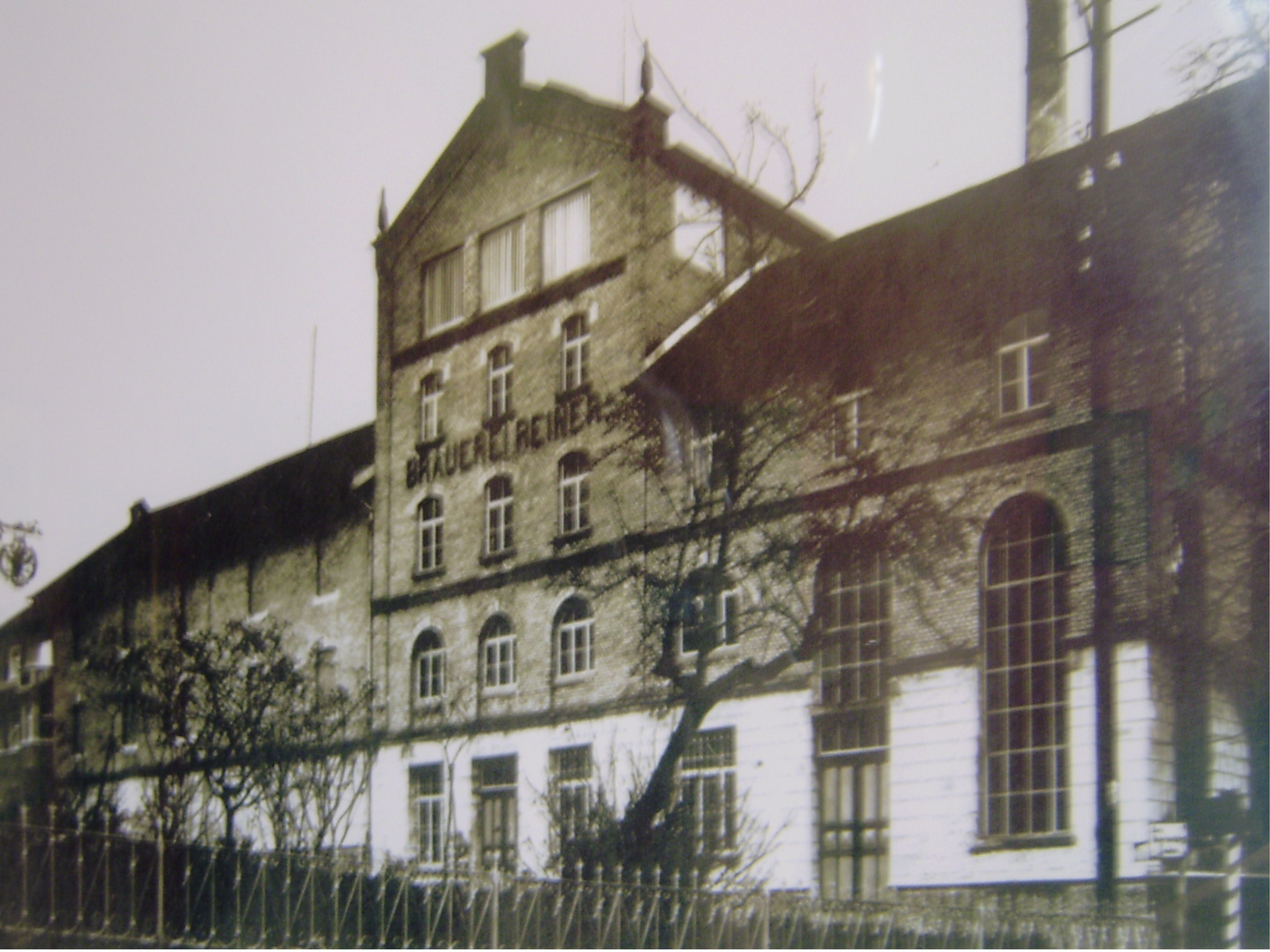
Ehemalige Brauerei Reiner in Lochau

Das KZ-Außenkommando Lochau war eines der Außenkommandos des Konzentrationslagers Dachau in Lochau bei Bregenz in Vorarlberg. Es war das einzige „Konzentrationslager“ der Nationalsozialisten auf dem Gebiet des heutigen österreichischen Bundeslands Vorarlberg.

## Offizielles Außenkommando des KZ Dachau
In Lochau sollten die im Stammlager Dachau von Sigmund Rascher begonnenen und von Kurt Plötner dort und im KZ-Außenkommando Schlachters bei Lindau weitergeführten Versuche zur Herstellung der blutstillenden Polygal-Tabletten aus Rübenresten fortgesetzt werden.
Nach Vorarbeiten im März wurde das Außenkommando Lochau knapp einen Monat vor Kriegsende in Europa am 7. April 1945 offiziell eröffnet. Die Produktions- und Versuchsstätte war im leerstehenden, mehrstöckigen Gebäude einer Brauerei in der Ortsmitte eingerichtet. Die zwischen 8 und 20 Häftlinge aus Slowenien, Polen und Deutschland (nach Zeugenberichten befanden sich auch ein Medizinprofessor, ein Ingenieur und ein argentinischer Konsul darunter) waren in einem großen Saal im Obergeschoß untergebracht.
Die Häftlinge mussten die aus Dachau und/oder Schlachters per Bahn angelieferten Labor- und Bürobestandteile zusammensetzen und die Polygal-Produktion in Gang setzen. Das Labor konnte nur noch teilweise aufgebaut werden. Angeblich weigerten sich die Häftlinge erfolgreich, an Menschenversuchen mit dem Blutstillmittel teilzunehmen. Das KZ im Brauereigelände machte einen relativ menschlichen Eindruck: kein Stacheldraht nach außen und intern eine gewisse Bewegungsfreiheit, so dass Kontakt mit polnischen Zwangsarbeitern und das Zustecken von Lebensmitteln möglich waren. Die Wachmannschaft bestand aus 5 älteren SS-Männern.
Das Kommando hatte der 39-jährige Arzt und SS-Sturmbannführer Kurt Plötner, der bereits im Stammlager Dachau und in Schlachters Versuche mit Pektin durchgeführt hatte. Der österreichische Chemiker und Gründer sowie Leiter der Opekta-Werke Köln, Robert Feix, hatte ein blutstillendes Medikament entwickelt und pektinhaltige Tabletten unter dem Namen „Polygal“ patentieren lassen. Als KZ-Sonderhäftling konnte Feix in Dachau für Sigmund Rascher unter der Regie der SS-Einrichtung Ahnenerbe weiterarbeiten. Nachdem Rascher bei Himmler in Ungnade gefallen war, setzte Plötner mit Feix als Assistent Forschung und Produktion in Dachau, Schlachters und dann in Lochau fort. Wegen der Zusammenarbeit mit Plötner nahmen die Alliierten den ehemaligen KZ-Häftling Robert Feix ein Jahr später fest.
Mit dem Näherrücken der alliierten französischen Truppen wurde das Außenkommando 19 Tage nach seiner Eröffnung am 25. April 1945 wieder aufgegeben. Plötner versteckte die Gerätschaften bei Ortsbewohnern und begab sich bis zu seiner Festnahme in den Nachbarort. Die meisten der fünf älteren SS-Wachmänner flohen beim Anrücken der alliierten Truppen. Ein kleiner Teil der Häftlinge hatte sich zuvor nach Schlachters absetzen können, wo sich eine kleine Widerstandsgruppe gebildet hatte. Schon am 30. April überschritten Soldaten der 1. Französischen Armee, insbesondere der 1. und 4. marokkanischen Infanteriedivision, die Grenze bei Hohenweiler und leiteten damit die Befreiung Vorarlbergs ein.